# キャンプ座間

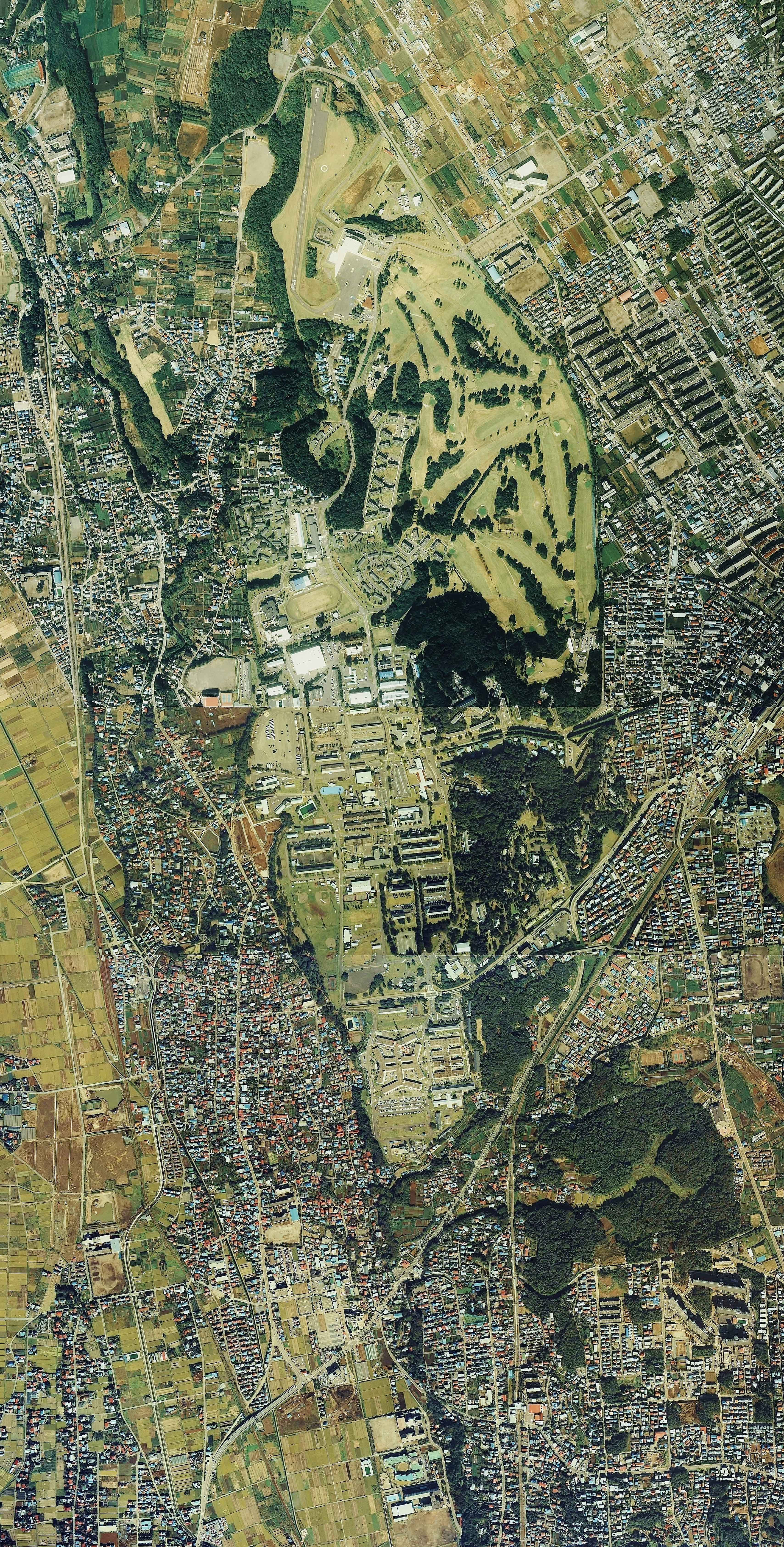
キャンプ座間全域の空中写真。敷地北部（画像上部）にキャスナー飛行場、敷地南部（画像中央やや下部）にリトルペンタゴンが見える。
画像上部3分の1は1989年撮影の2枚、画像中下部3分の2は1983年撮影の4枚、合計6枚を合成作成。
。

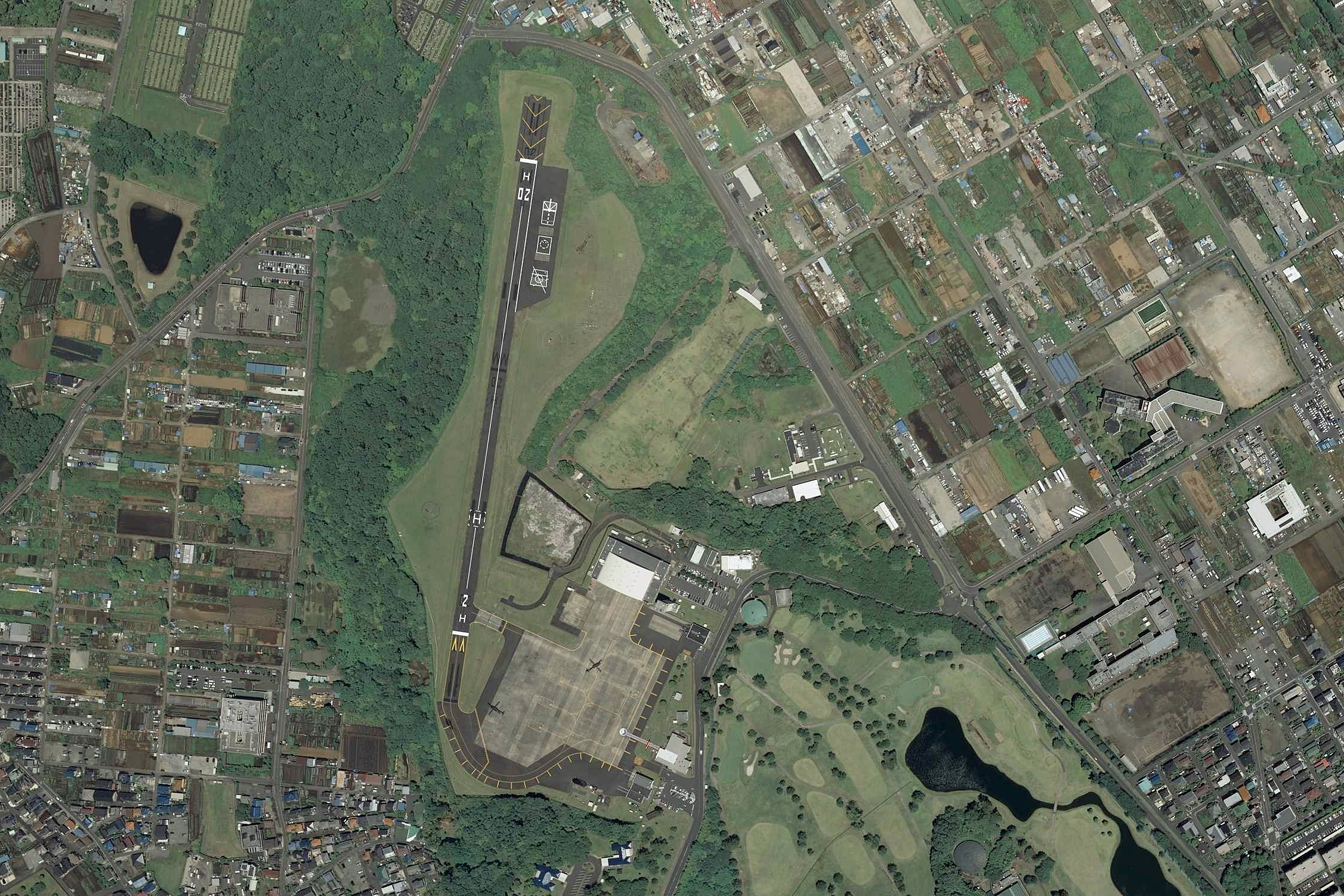
近年のキャスナー飛行場の空中写真（2019年）

キャンプ座間（キャンプざま、Camp Zama）は、神奈川県座間市と相模原市南区にまたがるアメリカ陸軍の基地。座間キャンプとも呼ばれる。在日米陸軍司令部、米陸軍第1軍団（前方）司令部などが置かれ、在日米陸軍の中枢部としての役割を果たしている。管理部隊は在日米陸軍基地管理本部（旧第17地域支援群）。司令部など主要施設は座間市側にあるが、器材整備施設や住宅地、ゴルフ場等を含め基地面積の約7割は相模原市側に位置している。陸上自衛隊も敷地内の一部に駐屯し（座間駐屯地）、在日米陸軍との連絡調整を担う日米共同部が設置されている。また、国連軍地位協定により国連軍が施設・区域を使用することもできる。

## 基地概要

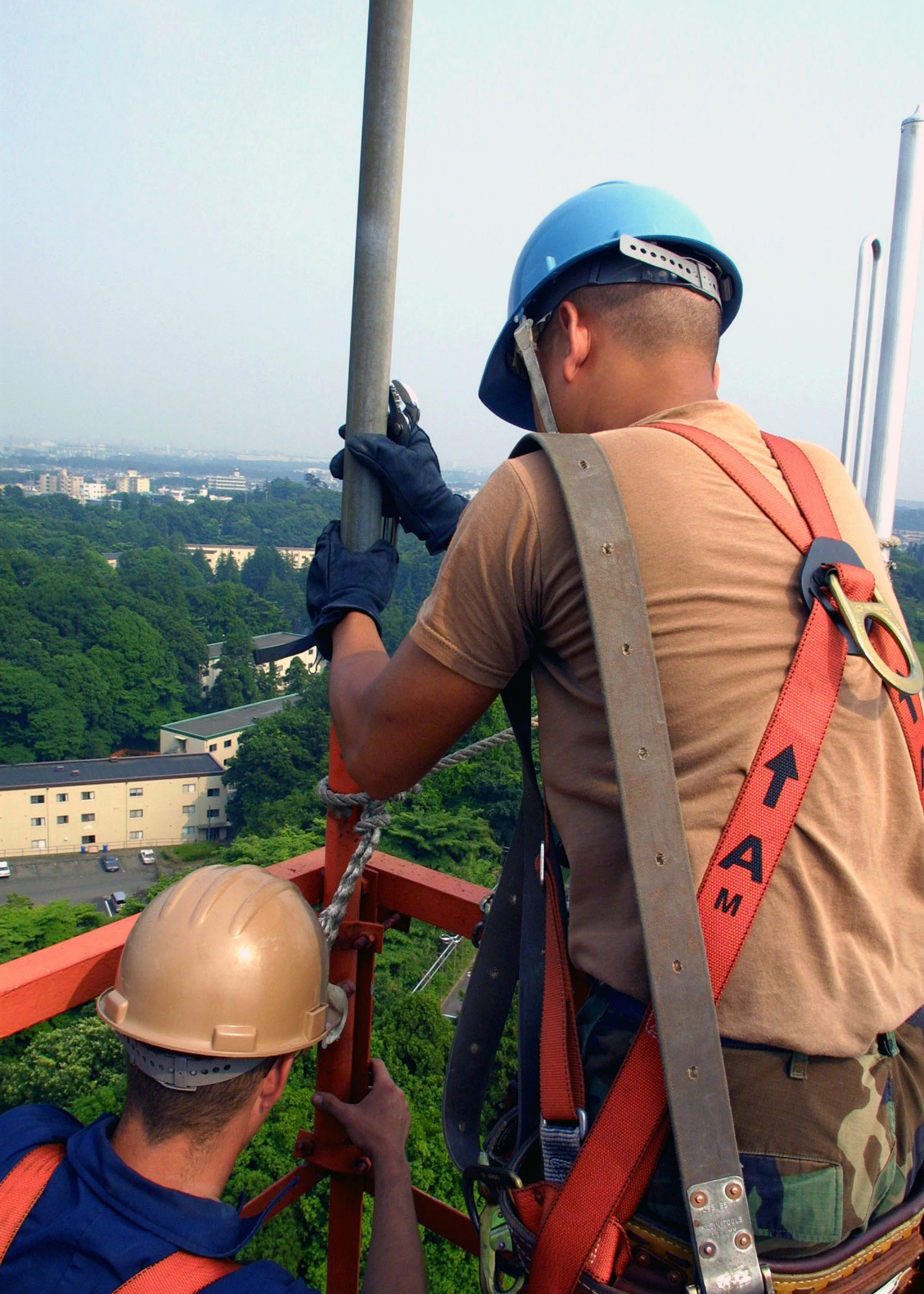
キャンプ座間の信号塔で作業を行なう米空軍兵士（2002年6月）

現時点では陸軍の実力部隊は駐屯しておらず、司令部のみの兵站基地であるが、極東有事の際に、アメリカ本土の部隊を受け入れるための施設が整備されている。キャンプ内に、580mの滑走路（通称・キャスナー飛行場）を有し、UH-60Lを運用している。
もともとこの地には、1937年に東京から移転してきた旧帝国陸軍の士官学校が存在し、敷地の名称も「相武台」と呼ばれていた（「相武台」の命名は昭和天皇による）。第二次世界大戦における日本の敗戦により、相武台は日本を占領する連合国の1国であるアメリカ軍に接収されたが、当初は兵舎と倉庫施設程度のものであった。しかし、横浜市中心部の米軍施設を郊外に集約する事によって横浜の港湾機能を米軍から取り戻すために、1950年代前半に日本政府が思いやり予算でキャンプ座間の整備を進め、次第に今日のようなアメリカ陸軍の中枢拠点となっていった。
2005年の在日米軍再編合意は、「在日米陸軍司令部の能力は、展開可能で統合任務が可能な作戦司令部組織に近代化される」と明記した。具体的には米ワシントン州フォートルイス (Fort Lewis) の米陸軍第1軍団司令部 (I Corps) を移転するとされた。その後、2007年12月19日に後方支援を担当して来た第9戦域支援コマンドを再編のうえ第1軍団前方司令部が設置された。前方司令部の長は在日米陸軍司令官であり、第1軍団副司令官を兼務している。なお第1軍団は、アメリカ西海岸からアジア太平洋地域を担当、予備役を合わせて40,000人規模の軍団であり、アメリカインド太平洋軍（ハワイ州）の指揮下に入る。司令官は中将クラスで、将来的に在韓米軍の陸軍を陣容縮小の上、傘下に組み入れられる予定。
また同合意には、陸上自衛隊の専門部隊を一元的に運用し緊急即応部隊の指揮をとる中央即応集団の司令部も移設し、これによって日米司令部間の連携を強化すると明記されており、2013年3月26日に実施された。

### キャスナー(KASTNER)飛行場
4レターコード：RJTR
- 滑走路：580m×45m(02/20)
- 管理者：在日米陸軍基地管理本部
- 使用者：在日米陸軍航空大隊

近年、鉄筋を組んで造られた管制塔が老朽化の為に取り壊され、代わりに鉄筋コンクリートの管制塔が敷地内に建て直された。

## 国連軍後方司令部
キャンプ座間には、1954年から横田飛行場に移転する2007年11月2日まで国連軍後方司令部が存在した。

## 内部施設
- 公立学校（アメリカ国防総省管轄）
  - アーン小学校
  - ザマ中学校
  - ザマ高等学校（ZMHS、1959年設立）
- 大学：アメリカ国防総省職員とその家族が利用
  - メリーランド大学メリーランドカレッジ（メリーランド大学システム）
  - Central Texas College（テキサス中央カレッジ、コミュニティ・カレッジ）
  - The University of Phoenix（フェニックス大学）
- 教会
- 消防署
- 託児所
- 病院（アメリカ人向け）
- 診療所（日本人従業員用）
- 図書館
- PX（w:en:AAFES)
- フードコート（アンソニーピザ、バーガーキング、サブウェイ、ポパイズ・ルイジアナ・キッチン、スターバックスコーヒー）

※これらの店舗はPXと棟続きの建物に併設されている。
- カフェテリア
- 日本食堂
- 理容室
- 美容室
- スポーツジム

アメリカ陸軍軍人ロドニー・ヤノにちなみ「ヤノ・フィットネスセンター」と命名され、プロボクシングや新日本プロレスの興行に使われることもある。
- ボウリング場
- ゴルフ場（キャンプ座間ゴルフクラブ）
- キャスナーNDB

かつての座間NDBは、相模原市の相模総合補給廠内に在った(2008年9月25日に廃止。)。

## 周辺住民との関係
敷地内に存在するゴルフ場は相模原市立相武台中学校と隣接して設けられている。五番ホールから打ったボールが学校敷地に落下する事故が頻発しており、けが人も出たことから、相模原市ではこのホールの利用停止など抜本的な解決策を取るように申し入れている。また、湘北教職員組合はゴルフ場の閉鎖を求め要望書を提出している。
2005年から、「バスストップから基地ストップの会」による座り込み抗議が続けられている。週1回、少人数が「基地はいらない」などと書いたひざかけを広げて座る。月1回はデモをして日米の基地当局に要請書を手渡す。2008年には上記ゴルフボール問題でも抗議を行った

## イベント
- 桜まつり（4月）
- 独立記念日（6月下旬から7月上旬）
- 盆踊り（8月）
- 音楽祭（9月）
- オクトーバーフェスト（10月）

年に数回、一般開放され、各行事を楽しむことができる。いずれも正面ゲートならびに4番（小田急線・相武台前駅付近）ゲートを一般に開放し（ゲートにおいて荷物検査がある場合がある）、徒歩でのみ入場が許可される（従業員等許可のある者以外）。

## 近隣関連施設
- 相模総合補給廠（相模DEPOT)
- 相模原住宅地区（SHA相模ハウジングエリア）